# Disney's Magical Mirror Starring Mickey Mouse
Disney's Magical Mirror Starring Mickey Mouse, conocido en Japón como Mickey Mouse no Fushigi no Kagami (ミッキーマウスの不思議な鏡?), es un videojuego de tipo aventura gráfica desarrollado por Capcom, publicado por Nintendo y distribuido por Disney Interactive Studios. Fue lanzado para Nintendo GameCube y Game Boy Advance en agosto de 2002.

## Argumento
Una noche, un fantasma travieso atrapa a un Mickey Mouse que camina dormido dentro de un espejo mágico. Atrapado en un universo alternativo que extrañamente se parece a su propia casa, Mickey anhela volver a través del espejo a su propia casa y su propia cama. El jugador debe dirigir a Mickey para burlar a los enemigos y tirar de gags con el fin de superar a los enemigos y el fantasma antes mencionado y recuperar las piezas de espejo rotas que necesita para ir a casa de nuevo y buscar doce estrellas (⭐) mágicas y objetos necesarios para ayudarle a lo largo de su búsqueda. Cada vez que encuentre una pieza, volará de vuelta al espejo y se pondrá de nuevo en su lugar. Después de reparar el espejo, se prepara para irse, pero el fantasma lo detiene revelando que sólo lo trajo aquí para que pueda tener a alguien con quien jugar. El jugador podría optar por quedarse o irse. Si el jugador decide quedarse, el fantasma entonces se escapa, dejando a Mickey atrapado en el mundo alternativo hasta que alquila la sala de espejos donde se repite el proceso de licencia o estancia. Si el jugador decide irse, Mickey se despide del fantasma y comienza a irse a casa, pero el fantasma decide ir con él. Sin embargo, si el jugador no encuentra todas las piezas del espejo y sólo ha encontrado al menos ocho piezas, Mickey todavía puede irse, pero el fantasma no puede irse con él en absoluto. Después de que Mickey se despierta, baja a comer algo y se muestra a un modelo del fantasma colgando del ventilador del techo y se oye la risa del fantasma.